# Muktar Edris
Muktar Edris (14 januari 1994) is een Ethiopisch atleet, die gespecialiseerd is in de lange afstand. Hij komt uit op de baan en bij het veldlopen. Hij werd Ethiopisch kampioen, wereldkampioen U20 en tweevoudig wereldkampioen op de 5000 m. Hij nam eenmaal deel aan de Olympische Spelen, maar won bij die gelegenheid geen medailles.

## Biografie

### Jeugd
In 2011 deed Edris voor het eerst internationaal van zich spreken. Op de wereldkampioenschappen veldlopen in het Spaanse Punta Umbría beëindigde hij bij de U20-junioren de 8 kilometer veldloop als zevende en veroverde hij samen met zijn landgenoten de zilveren medaille in het landenklassement. Enkele maanden later werd hij vierde op de 10.000 m bij de Afrikaanse jeugdkampioenschappen in Gaborone.
Zijn eerste grote succes behaalde hij in het jaar dat volgde met het winnen van de wereldtitel op de 5000 m bij de wereldkampioenschappen voor junioren onder 20 jaar (U20) in Barcelona. In datzelfde jaar won hij ook de Afrikaanse jeugdkampioenschappen veldlopen. Verder eindigde hij dat jaar steeds bij de eerste drie bij enkele wegwedstrijden over 10 km in Italië.

### Senior
In 2013 nam Edris eerst nog in de U20-categorie deel aan de WK veldlopen in Bydgoszcz, waar hij een bronzen medaille in het individuele en een gouden medaille in het landenklassement behaalde. Vervolgens maakte hij zijn debuut als senior bij de wereldkampioenschappen in Moskou. Daar was zijn 13.29,56 op de 5000 m goed genoeg voor een zevende plaats. In dat jaar won hij de 5000 m bij zowel de Fanny Blankers-Koen Games (Hengelo) als bij de Golden Spike (Ostrava). Het jaar erop zegevierde hij bij de DN Galan op de 5000 m en werd hij op deze afstand tweede bij de Weltklasse Zürich.
In 2015 won Edris bij de WK veldlopen in Guiyang opnieuw een bronzen medaille in het individuele en een gouden in het landenklassement. Ditmaal deed hij dat echter bij de senioren. Nadat hij in eigen land zijn eerste nationale titel op de 5000 m had veroverd, finishte hij bij de WK die dat jaar in Peking werden gehouden, op de 10.000 m als tiende in 27.54,47.

## Titels
- Wereldkampioen 5000 m - 2017, 2019
- Ethiopisch kampioen 5000 m - 2015
- Wereldkampioen U20 5000 m - 2012
- Afrikaans jeugdkampioen veldlopen - 2012

## Persoonlijke records
Baan
| Onderdeel   | Prestatie | Datum            | Plaats         |
| ----------- | --------- | ---------------- | -------------- |
| 3000 m      | 7.30,96   | 6 juli 2021      | Székesfehérvár |
| 2 Eng. mijl | 8.26,11   | 25 mei 2018      | Eugene         |
| 5000 m      | 12.54,83  | 21 augustus 2014 | Stockholm      |
| 10.000 m    | 27.17,18  | 17 juni 2015     | Hengelo        |

Weg
| Onderdeel      | Prestatie | Datum            | Plaats   |
| -------------- | --------- | ---------------- | -------- |
| 10 km          | 27.57     | 22 april 2019    | Dongio   |
| 15 km          | 42.55     | 18 november 2018 | Nijmegen |
| halve marathon | 58.40     | 24 oktober 2021  | Valencia |

Indoor
| Onderdeel | Prestatie | Datum            | Plaats |
| --------- | --------- | ---------------- | ------ |
| 3000 m    | 7.40,69   | 13 februari 2018 | Liévin |

## Palmares

### 3000 m
- 2014: 4e István Gyulai Memorial - 7.47,99

### 5000 m
- 2012:  Ethiopische kamp. - 14.04,0
- 2012:  Métropole Villeneuve d'Ascq in Lille - 13.06,92
- 2012:  WK U20 - 13.38,95
- 2013:  FBK Games - 13.04,65
- 2013:  Golden Spike in Ostrava - 13.03,69
- 2013: 7e WK - 13.29,56
- 2013:  Palio Città della Quercia in Rovereto - 13.15,65
- 2014:  Palio Città della Quercia in Rovereto - 13.25,35
- 2016: DSQ OS
- 2017:  WK - 13.32,79
- 2019:  WK - 12.58,85

Diamond League podiumplekken
- 2013:  Athletissima - 13.08,23
- 2014:  DN Galan - 12.54,83
- 2014:  Weltklasse Zürich - 13.07,32
- 2016:  Shanghai Golden Grand Prix - 12.59,96
- 2016:  Prefontaine Classic - 12.59,43
- 2016:  Bislett Games – 13.08,11
- 2016:  DN Galan – 13.05,54

### 10.000 m
- 2011: 4e Afrikaanse kamp. in Gaborone - 28.44,95
- 2015:  Ethiopische Trials in Hengelo - 27.17,18
- 2015: 10e WK - 27.54,47

### 10 km
- 2012:  Giro Podistico Internazionale di Castelbuono - 30.21
- 2012:  Giro Di Trento - 28.45
- 2012:  Corsa Internazionale di San Silvestro Boclassic in Bolzano - 29.12,7
- 2013:  Giro Media Blenio in Dongio - 28.10,9
- 2014:  Giro Internazionale Citta di Trento - 28.52
- 2014:  San Silvestro Boclassic in Bolzano - 29.07,1
- 2015:  Giro Media Blenio in Dongio - 28.21,3
- 2015:  Giro al Sas in Trento - 28.45,8
- 2015:  San Silvestro Boclassic in Bolzano - 28.44,9
- 2016:  Giro Media Blenio in Dongio - 28.22,9

### 15 km
- 2018:  Zevenheuvelenloop - 42.55

### halve marathon
- 2020: 4e Halve marathon van New Delhi - 59.04

### veldlopen
- 2011: 7e WK U20 in Punta Umbría - 22.44 ( in het landenklassement)
- 2012:  Afrikaanse jeugdkamp. in Kaapstad - 23.30
- 2013:  WK U20 in Bydgoszcz - 21.13 ( in het landenklassement)
- 2015:  WK in Guiyang - 35.06 ( in het landenklassement)

1983 Eamonn Coghlan ·
1987 Saïd Aouita ·
1991 Yobes Ondieki ·
1993 Ismael Kirui ·
1995 Ismael Kirui ·
1997 Daniel Komen ·
1999 Salah Hissou ·
2001 Richard Limo ·
2003 Eliud Kipchoge ·
2005 Benjamin Limo ·
2007 Bernard Lagat · 
2009 Kenenisa Bekele ·
2011 Mo Farah ·
2013 Mo Farah ·
2015 Mo Farah ·
2017 Muktar Edris ·
2019 Muktar Edris ·
2022 Jakob Ingebrigtsen ·
2023 Jakob Ingebrigtsen